# ایلکر آکسوم
ایلکر آکسوم (ترکی استانبولی: İlker Aksum؛ زادهٔ ۲۳ مهٔ ۱۹۷۱) هنرپیشه اهل ترکیه است.
از سریال هایی که او در آن‌ها حضور داشته می‌توان به ۲۰ دقیقه و رامو اشاره کرد.
و از فیلم های دیگر او( معجزه در سلول شماره ۷)می باشد